# Jiří Prádler

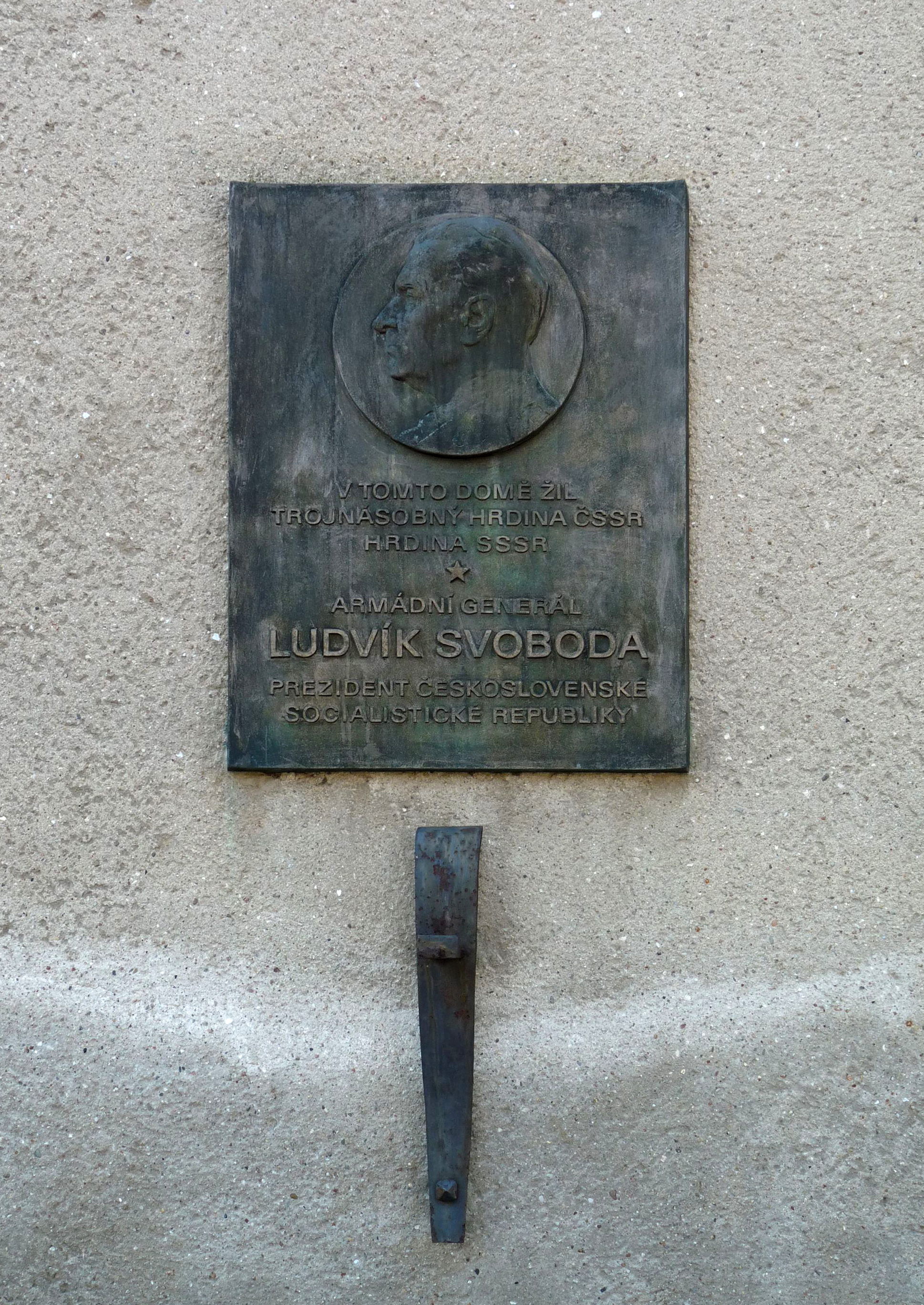
Kroměříž, pamětní deska na domě kde žil Ludvík Svoboda, dle návrhu Jiřího Prádlera

Jiří Prádler (24. dubna 1929 Sezemice – 30. června 1993 Praha) byl český sochař a medailér.

## Život
V letech 1949–1954 studoval jako jeden z posledních studentů u Otakara Španiela. Zaměřoval se především na vytváření medailí, jak rytých, tak ražených. Za studií vytvořil Mánes s Myslbekem, později vytvořil např. Kompozice (1961), Boj (1962), Člověk a stroj (1969), známými se také staly pamětní medaile, např. Franz Kafka, Jiří z Poděbrad, Jiří Trnka, Jan Amos Komenský, nebo Lidice. Vytvořil také vysokoškolské insignie pro AVU (jeho Mánes s Myslbekem se stali rektorskou medailí), pro Vysokou školu SNB a pro pedagogickou fakultu v Hradci Králové (1974). Účastnil se soutěže o návrh mince 5 Kčs v roce 1967 a realizovaný se stal jeho návrh na 10 h v roce 1993. Zasloužil se o popularizaci české medaile, když se za jeho přispění podařilo uspořádat v roce 1969 XIII. ročník výstavy FIDEM v Praze. V roce 1976 vytvořil pro město Kroměříž pamětní desku s profilem Ludvíka Svobody umístěnou na domě, ve kterém rodina Svobodových žila. V roce 1980 vytvořil reliéf manželů Svobodových na jejich rodinnou hrobku na kroměřížském hřbitově.
Realizováno bylo také několik jeho monumentálních děl, jako žulový státní znak pro hrob neznámého vojína na Vítkově (1962, po roce 1989 odstraněn), ozdobná mříž na Hradčanské apod.
Známá je také pískovcová skulptura Slunce, voda, vzduch v Praze.
V roce 1982 mu byl udělen čestný titul zasloužilý umělec.

## Ocenění
- 1981 – Státní cena Klementa Gottwalda za soubor portrétních medailí[1]
- 1982 – zasloužilý umělec
- 1983 – Cena Víta Nejedlého